# Delta Cephei
Delta Cephei ist ein veränderlicher Stern im Sternbild Kepheus, dessen Veränderlichkeit 1784 vom englischen Astronomen John Goodricke entdeckt wurde.

## Eigenschaften

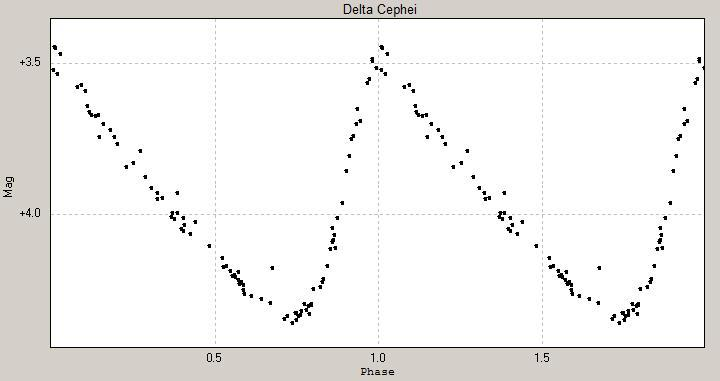
Die Lichtkurve von δ Cephei zeigt die Magnitude in Abhängigkeit von der Zeit

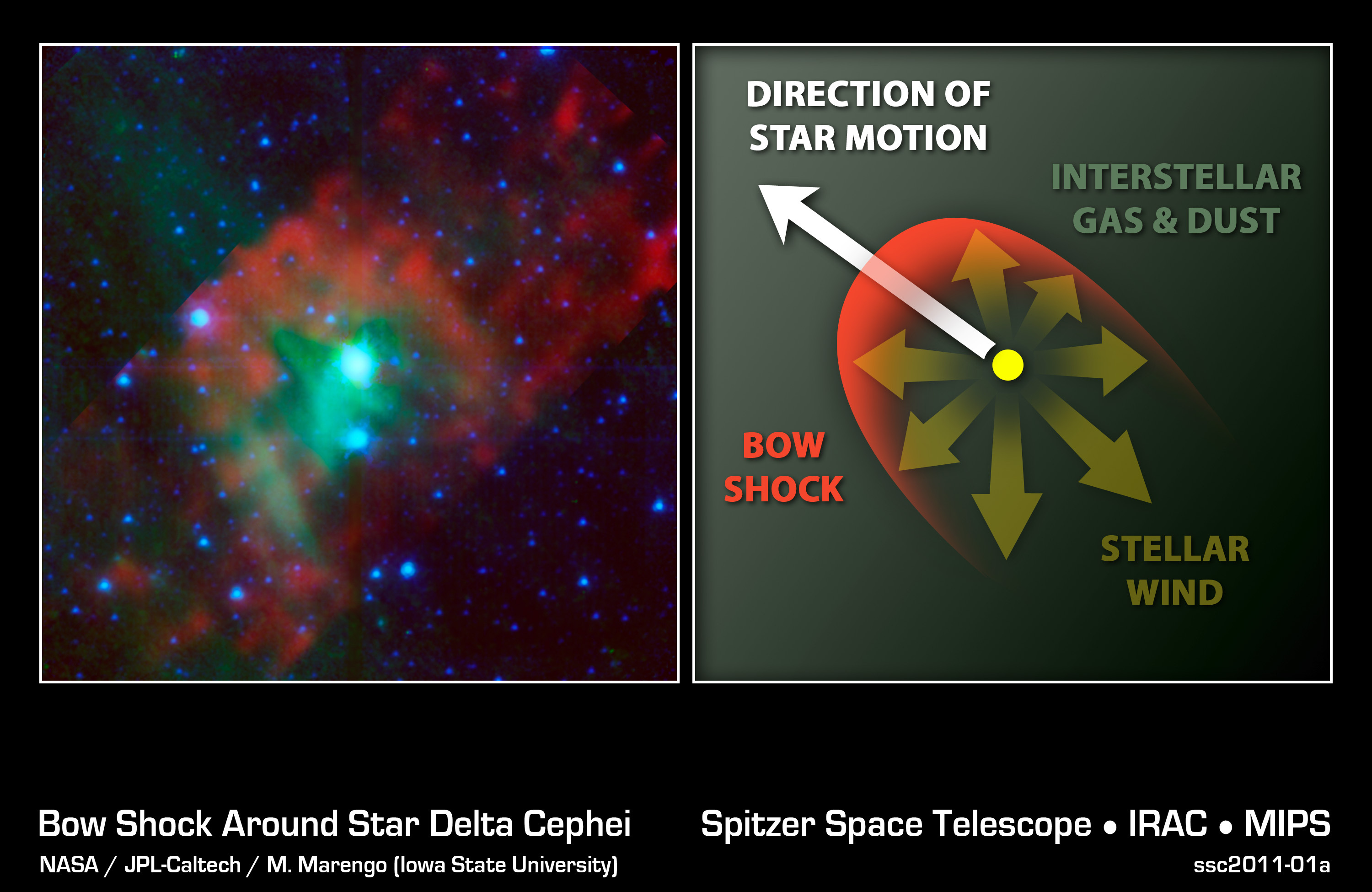
Schockfront um δ Cephei

Delta Cephei ist ein gelber Überriese, der sich in einer Entfernung von 272 Parsec (887 Lichtjahren) von der Sonne befindet. Seine scheinbare Helligkeit schwankt mit einer Periode von 5,36643 Tagen zwischen 3,48m und 4,37m, wobei sich auch sein Spektraltyp zwischen F5Ib und G2Ib verändert. Damit ist eine periodische Änderung der Oberflächentemperatur um etwa 1000 °C verbunden.
Delta Cephei ist der Prototyp einer Klasse von pulsationsveränderlichen Sternen, den sogenannten Delta-Cephei-Sternen, die – da ihre Periodendauer nur von der Leuchtkraft abhängt – bei der Entfernungsmessung von Galaxien eine Rolle spielen.
Delta Cephei ist auch ein schon im Prismenfernglas trennbarer Doppelstern. Sein Begleitstern befindet sich bei einem Positionswinkel von 191° 41" von Delta Cephei entfernt. Er hat eine scheinbare Helligkeit von 6,3m und gehört der Spektralklasse B7 an.